# Андрей Новотний
Андрей Новотний (словац. Andrej Novotný; 7 жовтня 1976, м. Мартін, ЧССР) — словацький хокеїст, захисник. 
Виступав за МсХК «Жиліна», МХК «Мартін», ХК «Пардубиці», ЦСКА (Москва), ХК «Злін», «Слован» (Усті-над-Лабем), ХК «Дечин», ХК «Кладно», ХК Попрад.
У складі національної збірної Словаччини провів 38 матчів (1 гол).
Досягнення
- Чемпіон Чехії (2005), срібний призер (2003).